# Loretta Lux
Loretta Lux (* 1969 in Dresden) ist eine deutsche Malerin und Fotografin.

## Leben und Werk
1989 siedelte sie, wenige Monate vor dem Fall der Mauer, nach München über. Zuvor war es ihr in der DDR verwehrt worden, Kunst zu studieren.
Von 1990 bis 1996 studierte sie Malerei und Graphik an der Akademie der Bildenden Künste in München. Von 1994 bis 1996 war sie dort Meisterschülerin bei Professor Gerd Winner. 1997 bis 1998 erhielt sie das DAAD-Stipendium für einen London-Aufenthalt.
Bekannt wurde die Künstlerin durch ihre surrealistischen Fotografien von Kindern.
»Meine Fotografien handeln von Kindheit und Verlorenheit in der Welt als existenzielle Grunderfahrung des Menschen«, beschreibt Loretta Lux ihr Werk, in deren Entstehungsprozess sie Fotografie, Malerei und digitale Bildbearbeitung miteinander verknüpft.
Ihre Bilder sind keine Porträts im herkömmlichen Sinne, keine psychologischen Porträts der dargestellten Person: „Ein Porträt gibt dem Künstler wie auch dem Betrachter, die Möglichkeit, sich im Anderen zu spiegeln und über das eigene Dasein zu reflektieren“ gibt sie im Interview bekannt.
Sie benutzt in ihren fotografischen Inszenierungen häufig Landschaften und leere Räume, um Entfremdung darzustellen. „Ich glaube, der Mensch ist von der Welt entfremdet. Industrialisierung und Zerstörung der natürlichen Umwelt haben es dem Menschen unmöglich gemacht, sich in der Welt zu Hause zu fühlen.“
Martina Wehlte vom Deutschlandfunk assoziiert mit Lux` „imaginären Porträts die Kinderbildnisse Alter Meister"... "kombiniert mit Landschaften in Art der Neuen Sachlichkeit oder eines romantischen Naturalismus.“
Die Bilder „gehören zu den eigentümlichsten, überaus raffiniert manipulierten Bildern unserer Zeit“ schreibt Roberta Smith in der New York Times.
2005 erhielt sie für ihr Werk den Infinity Award for Art des International Center of Photography, New York.

## Preise und Stipendien
- 1997: DAAD-Stipendium für einen London-Aufenthalt[1]
- 2000: Debütantenförderung des Bundesverband Bildender Künstlerinnen und Künstler; Katalogförderung des Bayerischen Staatsministeriums für Wissenschaft, Forschung und Kunst
- 2001: Projektstipendium der Stadt München
- 2002: Bayerischer Staatsförderpreis
- 2005: „Infinity Award for Art“ des International Center of Photography, New York.[5]

## Ausstellungen (Auswahl)
- 2015:  „Loretta Lux“, Musrara, the Naggar School of Art, Jerusalem[6]
- 2010: „Loretta Lux: Photographs“, Galleria Carla Sozzani, Mailand
- 2009: „Loretta Lux“, Kulturhuset, Stockholm
- 2008: „Loretta Lux“, Museo de Arte Contemporaneo Monterrey, Mexico
- 2007: „Loretta Lux“, Musée de l’Elysée, Lausanne
- 2006: „Imaginary Portraits“, Manezh Central Exhibition Hall, Moskau
- 2006: „Retrospective“, Hague Museum of Photography, Den Haag[7]
- 2004: „Loretta Lux“, Torch Gallery, Amsterdam
- 2004: „Loretta Lux“, Yossi Milo Gallery, New York
- 2003: „Loretta Lux - Erfindung des Seins“, Stadtmuseum, Münster

## Öffentliche Sammlungen
Werke von Loretta Lux befinden sich u. a. in folgenden Sammlungen:
- San Francisco Museum of Modern Art[8]
- Solomon R. Guggenheim Museum, New York[9]
- Museo Nacional Centro de Arte Reina Sofia[10]
- Museum of Contemporary Photography, Chicago[11]
- Museum of Contemporary Art, Los Angeles[12]
- J. Paul Getty Museum[13]
- Bayerische Staatsgemäldesammlung München
- Fotomuseum Winterthur[14]
- Museum of Fine Arts, Houston[15]
- Los Angeles County Museum of Art[16]
- National Gallery of Victoria[17]
- Art Gallery of New South Wales[18]
- National Museum of Art, Osaka[19]
- Art Institute of Chicago[20]
- Museum of Modern Art[21]
- Brooklyn Museum of Art[22]

## Reviews und Portfolios (Auswahl)
- www.time.com (TIME Magazine)
- arts.guardian.co.uk (Guardian)
- www.nytimes.com (NY Times)
- telegraph/loretta luxl (The Telegraph)
- Auszug aus Photowisdom: Master Photographers on Their Art